# Renato Casarotto
Renato Casarotto (Arcugnano, 1948 – K2, 16 de juliol de 1986) fou un alpinista italià.

## Biografia
Aquest alpinista de Vicenza es va dedicar a l'escalada hivernal, la recerca i l'exploració. Dotat de resistència, paciència i constància, Renato Casarotto es va enamorar de l'alpinisme durant el servei militar al Cadore, fent el 1968 una escalada. Va realitzar notables fites en les Dolomites orientals, dedicant-se en particular les pujades en solitari.
L'any 1973 va conèixer Goretta Traverso, jove animosa que no procedia del món de la muntanya, però que va ser essencial en totes les seves expedicions posteriors, i dos anys després es van casar.
Les seves expedicions (Alps, Andes, Alaska, Karakoram) van estar plenes d'èxits: des del cim de Busazza a les Dolomites, als llargs ascensos i encadenaments en el Mont Blanc en solitari i a l'hivern; després el Denali, als Estats Units, el Fitz Roy a la Patagònia, el Huascarán al Perú; el Broad Peak, sempre en solitari, on per evitar la congelació va passar la nit dret a una altitud de 7.500 m.
Considerat un gran mestre de l'estació freda, va vèncer parets de gel en condicions perilloses i exasperants. Encara que la seva esposa, Goretta no fos alpinista, l'any 1985 va seguir a Casarotto en el Gasherbrum II, sent així la primera dona italiana a escalar un vuit mil.
L'any 1986 va anar al K2 per intentar resoldre per tercera vegada el cobejat problema de l'Himàlaia: la Magic Line. Però a només 300 metres del cim va preferir prudentment renunciar a causa d'un canvi en les condicions atmosfèriques. En el descens, ja a resguard de més dificultats tècniques, un pont de neu va cedir i va caure en una esquerda de 40 metres de profunditat, a només vint minuts del campament base. Va aconseguir donar l'alarma per radio i se li van acostar els italians del grup de Quota 8000, que seguien el descens des de la distància amb binoculars i l'havien vist desaparèixer en l'esquerda. Encara estava viu, però greument ferit. La nit va transcórrer febrilment, amb l'equip de rescat esforçant-se a treure'l a la superfície.
Casarotto va intentar donar alguns passos, però gairebé immediatament es va desplomar sobre la seva motxilla, morint poc després a causa de les nombroses hemorràgies internes, entre els braços de Gianni Calcagno. Era el 16 de juliol de 1986 i Casarotto tenia només 38 anys. Va ser enterrat en una esquerda, per retornar-lo a la muntanya que li havia resultat fatal.
Després de 17 anys, el lent fluir de la glacera va deixar emergir les restes, que es van recuperar el 2 d'octubre de 2003 per un grup d'escaladors catalans que el van portar al Memorial Gilkey. La dona, preguntada més tard, va mostrar gratitud pel gest.

## Fites de muntanya
Aquí es recull la llarga llista de les realitzacions (primeres i repeticions) de Renato Casarotto:

### Llibres de Renato Casarotto
- 1986 - Oltre i venti del nord. Dall'Oglio Editore

### Llibres sobre Renato Casarotto
- 1996 - Goretta Traverso. Goretta i Renato Casarotto, una vita tra li montagne, De Agostini